# Hafedh Laamouri
Hafedh Laamouri, né le 9 juin 1955 à Sfax, est un homme politique tunisien.

## Biographie

### Études
Laamouri effectue ses études supérieures à l'université Panthéon-Sorbonne, où il obtient, en 1982, un diplôme d'études approfondies en droit du travail et de la sécurité sociale et, en 1985, un doctorat dans le même domaine. En 1991, il décroche un doctorat d'État dans le même domaine à l'université Paris-Panthéon-Assas.

### Carrière professionnelle
Le 2 mars 2011, il est nommé président-directeur général de la Caisse nationale de sécurité sociale.
Il est membre fondateur de l'Association tunisienne du droit social, directeur de la rédaction de la Revue tunisienne de droit social, vice-président de l'Association arabe de la sécurité sociale, basée au Liban, et a été membre de l'Association française des docteurs en droit et de l'Association des juristes africains.
Il a publié un certain nombre d'articles sur différents thèmes de droit du travail et de la sécurité sociale dans des revues tunisiennes et internationales spécialisées, des études dans le domaine du travail, de la négociation collective et de la sécurité sociale, une étude sur la sécurité sociale et l'équilibre financier des caisses de sécurité sociale en Tunisie, une étude sur la réforme de la retraite en Tunisie, ainsi qu'un livre intitulé Le Droit du travail, et un autre intitulé Les Relations de travail dans les entreprises publiques.

### Ministre
Le 29 janvier 2014, il est nommé ministre de l'Emploi et de la Formation professionnelle dans le gouvernement Jomaa.